# Mimoopsis crassepuncta
Mimoopsis crassepuncta är en skalbaggsart som beskrevs av Stefan von Breuning 1942. Mimoopsis crassepuncta ingår i släktet Mimoopsis och familjen långhorningar. Inga underarter finns listade i Catalogue of Life.